# ويل نايتينجيل
ويل نايتينجيل (بالإنجليزية: Will Nightingale) هو لاعب كرة قدم بريطاني في مركز الدفاع، ولد في 2 أغسطس 1995 في واندزوورث في المملكة المتحدة. لعب مع إيه أف سي ويمبلدون.

## وصلات خارجية
- ويل نايتينجيل على موقع قاعدة بيانات كرة القدم.إي يو (الإنجليزية)
- ويل نايتينجيل على موقع Soccerbase.com (لاعب) (الإنجليزية)